# Massaker von Ip
Das Massaker von Ip fand am Morgen des 14. September 1940 im Dorf Ip im Kreischgebiet statt, als die ungarische Armee bei ihrem Einmarsch nach dem Zweiten Wiener Schiedsspruch, offenbar von lokaler Bürgerwehr unterstützt, 158 rumänische Zivilisten tötete.

## Hintergrund
Nach dem Zweiten Wiener Schiedsspruch vom 30. August 1940 fiel der Nordwesten Siebenbürgens an Ungarn zurück. Das von Rumänien abgetretene Gebiet umfasste den nordwestlichen Teil von Transsylvanien und das Szeklerland. In diesem Rahmen wurde auch der Kreis Sălaj an Ungarn angeschlossen. Am 7. September 1940 traf die ungarische Zweite Armee in Ipp (dem heutigen Ip) ein, wo sie einen kurzen Zwischenstopp einlegte. Bei den Vorbereitungen zur Abreise explodierten in einem Wagen mehrere Granaten, wobei zwei oder drei Soldaten starben. Die Nachlässigkeit bei der ordnungsgemäßen Lagerung wurde schnell festgestellt, doch schon bald gab es Gerüchte, dass es sich um eine vorsätzliche Handlung handelte. Diese Ansicht eskalierte schnell.
Am 13. September wurde der Militärkommandant des Bezirks Szilágysomlyó (heute Șimleu Silvaniei) darüber informiert, dass in mehreren Dörfern in der Umgebung von Ip bewaffnete rumänische Gruppen plündern würden. Dem Bericht zufolge lag ihre Zahl zwischen 80 und 100. Aufgrund dieses Berichts beauftragte das in Zilah stationierte 32. Regiment der Zweiten Ungarischen Armee eine Gruppe mit der Untersuchung des Gebiets. Auf dem Weg dorthin gelangten sie nach Szilágynagyfalu (heute Nușfalău), wo sie sofort eine Razzia durchführten.
Über Nacht hielten sich die ungarischen Truppen in der örtlichen Schule auf, als sie gegen 03:00 Uhr morgens von der Straße aus mit einem Maschinengewehr beschossen wurden (einige Zeugen bestätigten, dass die Schüsse aus einer Wohnung im Zentrum kamen, und fünf Personen mit Maschinengewehren wurden gefangen genommen). Als Vergeltungsmaßnahme wurden zwischen 152 und 158 ethnische Rumänen getötet.
Die Soldaten gingen von Haus zu Haus und erschossen wahllos jeden. In den nahe gelegenen Wäldern wurden 55 Menschen getötet. In Sălaj sollen 477 Rumänen getötet worden sein.
Am 14. September wurde auf dem Dorffriedhof eine 24 Meter lange und 4 Meter breite Grube ausgehoben, in der die Leichen der Ermordeten ohne religiöse Zeremonie Kopf an Kopf in zwei Reihen beigesetzt wurden.

## Gedenken
1983 wurde in Ip ein Denkmal zum Andenken an die Opfer errichtet, und die rumänische Armee produzierte einen Dokumentarfilm für das rumänische Fernsehen.